# NGC 1202
NGC 1202 est une galaxie spirale relativement éloignée et située dans la constellation de l'Éridan. NGC 1202 a été découverte par l'astronome américain Ormond Stone en 1886.

## Caractéristiques
Sa vitesse par rapport au fond diffus cosmologique est de 8 756 ± 21 km/s, ce qui correspond à une distance de Hubble de 129,1 ± 9,1 Mpc (∼421 millions d'al).
NGC 1202 renferme également des régions d'hydrogène ionisé.